# Conesus
Conesus es un pueblo ubicado en el condado de Livingston en el estado estadounidense de Nueva York. En el año 2000 tenía una población de 2,353 habitantes y una densidad poblacional de 27 personas por km².

## Geografía
Conesus se encuentra ubicado en las coordenadas 42°43′9″N 75°40′29″O / 42.71917, -75.67472.

## Demografía
Según la Oficina del Censo en 2000 los ingresos medios por hogar en la localidad eran de $ 48,200 y los ingresos medios por familia eran $53,125. Los hombres tenían unos ingresos medios de $40,313 frente a los $25,000 para las mujeres. La renta per cápita para la localidad era de $22,773. Alrededor del 5.3% de la población estaban por debajo del umbral de pobreza.